# Miguel Ydígoras Fuentes
José Miguel Ramón Ydígoras Fuentes (Retalhuleu, 17 ottobre 1895 – Città del Guatemala, 27 ottobre 1982) è stato un generale e politico guatemalteco.
Generale dal 1937, fu candidato alle presidenziali del 1950, ma fu sconfitto da Jacobo Arbenz Guzmán. Dopo la morte di Carlos Castillo Armas fu presidente del Guatemala dal 1958 al 1963, ma venne deposto ed esiliato.